# 서현주 (극작가)
서현주는 대한민국의 드라마 작가이다. 2008년 MBC 극본 공모전에서 《분홍립스틱》으로 연속물 우수상을 받았다.

## 극본

### 드라마
- 2001년 KBS2 월화 드라마 《미나》
- 2010년 MBC 아침 드라마 《분홍립스틱》
- 2012년 MBC 아침 드라마 《천사의 선택》
- 2013년 ~ 2014년 MBC 일일 드라마 《빛나는 로맨스》
- 2015년 ~ 2016년 MBC 일일 드라마 《최고의 연인》
- 2021년 ~ 2022년 MBC 일일 드라마 《두 번째 남편》
- 2023년 ~ 2024년 MBC 일일 드라마 《세 번째 결혼》